# یان مولبی
یان مولبی (هلندی: Jan Mølby؛ زادهٔ ۴ ژوئیهٔ ۱۹۶۳) یک بازیکن بازنشسته اهل دانمارک است.

## باشگاهی
از باشگاه‌هایی که در آن بازی کرده‌است می‌توان به آژاکس آمستردام، لیورپول، بارنزلی، سوانزی سیتی، و نوریچ سیتی اشاره کرد. او به همراه باشگاه لیورپول سه بار فاتح لیگ دسته اول فوتبال انگلستان شد.
وی همچنین در تیم ملی فوتبال دانمارک بازی کرده است.